# TACAM T-60
Il TACAM T-60, abbreviazione della dicitura completa Tun Anticar pe Afet Mobil T-60/Tun autopropulsat cu afet mobil T-60, è stato un cacciacarri dell'esercito romeno, costruito nel 1943 e derivato dal carro armato leggero sovietico T-60, catturato in quantità nel 1941. I tecnici romeni rimossero la torretta originale e sullo scafo piazzarono una casamatta corazzata ospitante un cannone da campagna sempre sovietico, l'M1936 F-22 da 76,2 mm; era inoltre disponibile una mitragliatrice leggera ZB-53 da 7,92 mm per difendersi dalla fanteria.
Il TACAM T-60 fu uno dei pochi veicoli corazzati di produzione rumena durante il periodo della seconda guerra mondiale e rimase in servizio nelle forze armate dal 1943 al 1945, operando sul fronte orientale. Fu prodotto in meno di quaranta esemplari dall'azienda Leonida di Bucarest.

## Storia

### Sviluppo
Il 22 giugno 1941 la Germania nazista intraprese la massiccia invasione dell'Unione Sovietica e, prima della fine del mese, anche il Regno di Romania varcò le frontiere orientali per portare un contributo alla lotta e rioccupare le regioni della Bessarabia e della Bucovina settentrionale, che l'URSS le aveva sottratto nell'estate 1940. Il maresciallo Ion Antonescu gettò nella battaglia tutte le risorse dell'esercito, compresa la modesta componente corazzata per gran parte arrivata dall'alleata Germania: nei duri scontri molti mezzi andarono perduti e fu evidenziata una grave carenza sia quantitativa, sia soprattutto qualitativa, nell'artiglieria controcarri, peraltro costretta ad affrontare vasti contrattacchi di blindati (compreso qualche esemplare dell'ancora poco prolifico T-34). Dopo la campagna del 1941, e visto che la stessa Germania affrontava problemi simili e non poteva dunque ricostituire i reparti distrutti, il maresciallo Antonescu propose di riprodurre in patria il T-34, ma le principali e poche industrie fecero sapere di non essere assolutamente in grado di soddisfare una simile richiesta. Tuttavia i carri armati in dotazione all'esercito, gli R-2, erano chiaramente obsoleti e la necessità di trovare un rimedio divenne urgente: sorse così l'idea di farne dei semoventi cacciacarri sulla falsariga del Marder II adoperato dallo Heer, armando lo scafo senza torretta con un cannone da campagna sovietico M1936 da 76,2 mm, del quale trentotto pezzi erano stati catturati e immagazzinati in un deposito a Târgoviște. Tuttavia il numero di R-2 ancora disponibile era scarsissimo e così ufficiali romeni suggerirono di adoperare i T-60, un tipo di carro armato leggero sovietico che figurava in qualche decina di unità tra i 175 corazzati di cui l'esercito si era impadronito sul fronte orientale.
La proposta fu accolta e del progetto fu incaricato il tenente colonnello Constantin Ghiulai. Egli confermò l'impiego dell'M1936 (centinaia erano le munizioni cadute in mano rumena) e illustrò i vantaggi di adoperare il T-60, il principale dei quali era il motore: essendo una copia su licenza del modello statunitense Dodge-Derretto-Fargo FH2, se ne potevano reperire facilmente parti di ricambio in Romania e in Germania. Ghiulai iniziò a lavorare sul progetto nel dicembre 1942 e pensò un veicolo senza torretta, sul cui scafo sorgeva una casamatta corazzata ospitante il cannone sovietico con brandeggio ridotto; aggiunse quindi una mitragliatrice per la difesa a breve distanza. Le cianografie furono rapidamente visionate e approvate e fu contattata la ditta Leonida di Bucarest per la costruzione di un prototipo, che fu pronto il 12 gennaio 1943; le prove furono soddisfacenti e in fabbrica furono inviati trentatré altri T-60 per la produzione in serie. Il veicolo ricevette la denominazione ufficiale Tun Anticar pe Afet Mobil T-60, abbreviato in "TACAM T-60". Lo storico ed esperto in tecnologia militare Steven Zaloga, invece, sostiene che la sigla fosse Tun autopropulsat cu afet mobil T-60.

### Produzione
La produzione fu portata avanti esclusivamente dall'azienda Leonida tra numerose difficoltà: mancava manodopera specializzata, il paese era a corto di risorse e, allo scopo di procurarsi piastre corazzate, furono cannibalizzati diversi dei carri armati veloci BT-7 di preda bellica. Nel complesso furono consegnati trentaquattro esemplari durante il 1943, suddivisi in due lotti da diciassette unità cadauno.

### Impiego operativo
I primi diciassette TACAM furono immessi in servizio nel giugno 1943 e con gran parte di essi furono formate due compagnie anticarro, che andarono una ciascuna ai due reggimenti corazzati della ricostituenda 1ª Divisione corazzata; qualcuno fu invece assegnato al Centro addestramento per la guerra meccanizzata. Sullo scorcio dell'anno l'organico era stato così organizzato: sedici TACAM erano riuniti nella 61ª Compagnia anticarro del 1º Reggimento e diciotto nella 62ª Compagnia, dipendente dal 2º Reggimento. La divisione fu inviata in prima linea nel 1944 e combatté duramente in Bessarabia e Moldavia, tentando con le forze tedesche di arginare l'offensiva sovietica. Dopo la capitolazione a fine agosto e la firma dell'armistizio il 12 settembre, i superstiti TACAM T-60 furono presi in custodia dai sovietici e forse demoliti dopo poco.

## Caratteristiche tecniche
Il TACAM T-60 era un semovente cacciacarri, dal peso di 9 tonnellate in combattimento, lungo 5,51 metri per una larghezza di 2,35 metri e un'altezza di 2,75 metri. La corazzatura massima dello scafo ammontava a 25 mm e scendeva a 15 mm per la casamatta: qui era alloggiato l'armamento principale, il pezzo campale M1936 F-22 da 76,2 mm. Il cannone era servito da una scorta di quarantaquattro proietti e aveva dimostrato di essere eccellente nell'utilizzo anticarro. Fu inoltre prevista una mitragliatrice leggera ZB-53 da 7,92 mm, la cui locazione non è però specificata dalle fonti.
L'apparato motore era sito nel comparto posteriore dello scafo e si trattava di un GAZ-202 da sei cilindri, raffreddato ad acqua, alimentato a benzina ed erogante 80 hp a 3 500 giri al minuto: come detto, era una copia di un propulsore statunitense diffuso in Europa. Grazie a due serbatoi per complessivi 140 litri, era capace di garantire un'autonomia su strada asfaltata di 200 chilometri e una velocità massima di 40 km/h; su terra le prestazioni scendevano rispettivamente a 150 chilometri e 20 km/h. Il mezzo godeva di una mobilità moderata, potendo superare scalini non più alti di 0,50 metri, trincee larghe fino a 1,30 metri e guadi non più profondi di 0,60 metri; la pendenza gestibile arrivava a 32°.
L'aggiunta della postazione scudata e del cannone imposero un rafforzamento del treno di rotolamento. Esso era composto per lato da quattro ruote portanti, ciascuna vincolata a una barra di torsione mediante un braccio snodabile; la ruota motrice era anteriore e quella di rinvio posteriore. Infine tre piccoli rulli superiori sorreggevano il sottile cingolo nella sua corsa. La ditta Leonida si limitò a irrobustire le barre e a sostituire le ruote con pezzi di nuova produzione.
L'equipaggio contava tre uomini. Il pilota sedeva nello scafo anteriore, il comandante e il cannoniere trovavano posto nella casamatta scoperta e cooperavano al caricamento e impiego dell'M1936.